# Comuni di Panama
I comuni di Panama (in spagnolo corregimientos) sono una suddivisione amministrativa di terzo livello del Paese centroamericano. I 66 distretti di Panama sono formati complessivamente da 693 comuni.
Le città (in spagnolo ciudad) di Colón e La Chorrera sono formate da due comuni ciascuna, mentre la capitale Panama da 13.
Al censimento del 2010 il comune più popoloso era Juan Díaz, uno dei comuni che formano la capitale, con 100.630 abitanti mentre il meno abitato era La Guinea nel distretto di Balboa con 83 abitanti.

## Provincia di Bocas del Toro

### Almirante
- Almirante
- Barriada Guaymí
- Barrio Francés
- Nance del Risco
- Valle de Agua Arriba
- Valle del Risco

### Bocas del Toro
- Bastimentos
- Bocas del Toro
- Cauchero
- Punta Laurel
- Tierra Oscura

### Changuinola
- Changuinola
- Cochigró
- El Empalme
- Guabito
- La Gloria
- Las Delicias
- Las Tablas
- Barriada 4 de Abril
- El Teribe
- Finca 30
- Finca 60
- Finca 6
- El Silencio

### Chiriquí Grande
- Bajo Cedro
- Chiriquí Grande
- Miramar
- Punte Peña
- Punta Robalo
- Rambala

## Provincia di Chiriquí

### Alanje
- Alanje
- Divalá
- Canta Gallo
- El Tejar
- Guarumal
- Nuevo México
- Querevalo
- Palo Grande
- Santo Tomás

### Barú
- Baco
- Limones
- Progreso
- Puerto Armuelles
- Rodolfo Aguilar Delgado

### Boquerón
- Bágala
- Boquerón
- Cordillera
- Guabal
- Guayabal
- Paraíso
- Pedregal
- Tijeras

### Boquete
- Alto Boquete
- Bajo Boquete
- Caldera
- Jaramillo
- Los Naranjos
- Palmira

### Bugaba
- Aserrío de Gariché
- Bugaba
- El Bongo
- Gómez
- La Concepción
- La Estrella
- San Andrés
- Santa Marta
- Santa Rosa
- Santo Domingo
- Sortová

### David
- Bijagual
- Cochea
- Chiriquí
- David
- Guacá
- Las Lomas
- Pedregal
- San Carlos
- San Pablo Nuevo
- San Pablo Viejo

### Dolega
- Dolega
- Dos Ríos
- Los Algarrobos
- Los Anastacios
- Potrerillos
- Potrerillos Abajo
- Rovira
- Tinajas

### Gualaca
- Gualaca
- Hornito
- Los Ángeles
- Paja de Sombrero
- Rincón

### Remedios
- El Nancito
- El Porvenir
- El Puerto
- Santa Lucía

### Renacimiento
- Breñón
- Cañas Gordas
- Dominical
- Monte Lirio
- Plaza de Caisán
- Río Sereno
- Santa Cruz
- Santa Clara

### San Félix
- Las Lajas
- Lajas Adentro
- Juay
- San Félix
- Santa Cruz

### San Lorenzo
- Boca Chica
- Boca del Monte
- Horconcitos
- San Juan
- San Lorenzo

### Tolé
- Bella Vista
- Cerro Viejo
- El Cristo
- Justo Fidel Palacios
- Lajas de Tolé
- Potrero de Caña
- Quebrada de Piedra
- Tolé
- Veladero

## Provincia di Coclé

### Aguadulce
- Aguadulce
- Barrios Unidos
- El Cristo
- El Roble
- Pocrí

### Antón
- Antón
- Caballero
- Cabuya
- El Chirú
- El Retiro
- El Valle
- Juan Díaz
- Río Hato
- San Juan de Dios
- Santa Rita

### La Pintada
- El Harino
- El Potrero
- La Pintada
- Las Lomas
- Llano Grande
- Piedras Gordas

### Natá
- Capellanía
- El Caño
- Guzmán
- Las Huacas
- Natá
- Toza

### Olá
- El Copé
- El Palmar
- El Picacho
- La Pava
- Olá

### Penonomé
- Cañaveral
- Coclé
- Chiguirí Arriba
- El Coco
- Pajonal
- Penonomé
- Río Grande
- Río Indio
- Toabré
- Tulú

## Provincia di Colón

### Colón
- Barrio Norte
- Barrio Sur
- Buena Vista
- Cativá
- Ciricito
- Cristóbal
- Escobal
- Limón
- Nueva Providencia
- Puerto Pilón
- Sabanitas
- Salamanca
- San Juan
- Santa Rosa

### Chagres
- Achiote
- El Guabo
- La Encantada
- Nuevo Chagres
- Palmas Bellas
- Piña
- Salud

### Donoso
- Coclé del Norte
- El Guásimo
- Gobea
- Miguel de la Borda
- Río Indio
- San José del General

### Portobelo
- Cacique
- Garrote
- Isla Grande
- María Chiquita
- Portobelo

### Santa Isabel
- Cuango
- Miramar
- Nombre de Dios
- Palenque
- Palmira
- Playa Chiquita
- Santa Isabel
- Viento Frío

## Provincia di Darién

### Chepigana
- Agua Fría
- Camoganti
- Chepigana
- Cucunatí
- Garachiné
- Jaqué
- La Palma
- Puerto Piña
- Río Congo
- Río Congo Arriba
- Río Iglesias
- Sambú
- Setegantí
- Santa Fé
- Taimatí
- Tucutí

### Pinogana
- Boca de Cupe
- El Real de Santa María
- Metetí
- Paya
- Pinogana
- Púcuro
- Yape
- Yaviza

## Provincia di Herrera

### Chitré
- Chitré
- La Arena
- Llano Bonito
- Monagrillo
- San Juan Bautista

### Las Minas
- Chepo
- Chumical
- El Toro
- Las Minas
- Leones
- Quebrada del Rosario
- Quebrada El Ciprián

### Los Pozos
- El Capurí
- El Calabacito
- El Cedro
- La Arena
- La Pitaloza
- Las Llanas
- Los Cerritos
- Los Cerros de Paja
- Los Pozos

### Ocú
- Cerro Largo
- El Tijera
- Los Llanos
- Llano Grande
- Menchaca
- Ocú
- Peñas Chatas

### Parita
- Cabuya
- Los Castillos
- Llano de la Cruz
- París
- Parita
- Portobelillo
- Potuga

### Pesé
- El Barrero
- El Pedregoso
- El Ciruelo
- El Pájaro
- Las Cabras
- Pesé
- Rincón Hondo
- Sabanagrande

### Santa María
- Chupampa
- El Rincón
- El Limón
- Los Canelos
- Santa María

## Provincia di Los Santos

### Guararé
- El Espinal
- El Hato
- El Macano
- Guararé
- Guararé Arriba
- La Enea
- La Pasera
- Las Trancas
- Llano Abajo
- Perales

### Las Tablas
- Bajo Corral
- Bayano
- El Carate
- El Cocal
- El Manantial
- El Muñoz
- El Pedregoso
- El Sesteadero
- La Laja
- La Miel
- La Palma
- La Tiza
- Las Palmitas
- Las Tablas
- Las Tablas Abajo
- Nuario
- Palmira
- Peña Blanca
- Río Hondo
- San José
- San Miguel
- Santo Domingo
- Valle Rico
- Vallerriquito

### Los Santos
- Agua Buena
- El Ejido
- El Guásimo
- La Colorada
- La Espigadilla
- La Villa de los Santos
- Las Cruces
- Las Guabas
- Llano Largo
- Los Ángeles
- Los Olivos
- Sabanagrande
- Santa Ana
- Tres Quebradas
- Villa Lourdes

### Macaracas
- Bahía Honda
- Bajos de Güera
- Chupa
- Corozal
- El Cedro
- Espino Amarillo
- La Mesa
- Las Palmas
- Llano de Piedra
- Macaracas
- Mogollón

### Pedasí
- Los Asientos
- Mariabé
- Oria Arriba
- Pedasí
- Purio

### Pocrí
- El Cañafístulo
- Lajamina
- Paraíso
- Paritilla
- Pocrí

### Tonosí
- Altos de Güera
- Cambutal
- Cañas
- El Bebedero
- El Cacao
- El Cortezo
- Flores
- Guánico
- Isla de Cañas
- La Tronosa
- Tonosí

## Provincia di Panama

### Balboa
- La Ensenada
- La Esmeralda
- La Guinea
- Pedro González
- Saboga
- San Miguel

### Chepo
- Cañita
- Chepo
- Chepillo
- El Llano
- Las Margaritas
- Madungandí
- Santa Cruz de Chinina
- Tortí

### Chimán
- Brujas
- Chimán
- Gonzalo Vásquez
- Pásiga
- Unión Santeña

### Panama
- 24 de Diciembre
- Alcalde Díaz
- Ancón
- Betania
- Bella Vista
- Calidonia
- Caimito
- Chilibre
- Curundú
- El Chorrillo
- Ernesto Córdoba Campos
- Juan Díaz
- Las Cumbres
- Las Mañanitas
- Pacora
- Parque Lefevre
- Pedregal
- Pueblo Nuevo
- Río Abajo
- San Felipe
- San Francisco
- San Martín
- Santa Ana
- Tocumen

### San Miguelito
- Amelia Denis de Icaza
- Arnulfo Arias
- Belisario Frías
- Belisario Porras
- José Domingo Espinar
- Mateo Iturralde
- Omar Torrijos
- Rufina Alfaro
- Victoriano Lorenzo

### Taboga
- Otoque Occidente
- Otoque Oriente
- Taboga

## Provincia di Panama Ovest

### Arraiján
- Arraiján
- Burunga
- Cerro Silvestre
- Juan Demóstenes Arosemena
- Nuevo Emperador
- Santa Clara
- Veracruz
- Vista Alegre

### Capira
- Caimito
- Campana
- Capira
- Cermeño
- Cirí de Los Sotos
- Cirí Grande
- El Cacao
- La Trinidad
- Las Ollas Arriba
- Lídice
- Villa Carmen
- Villa Rosario
- Santa Rosa

### Chame
- Bejuco
- Buenos Aires
- Cabuya
- Chame
- Chicá
- El Líbano
- Las Lajas
- Nueva Gorgona
- Punta Chame
- Sajalices
- Sorá

### La Chorrera
- Amador
- Arosemena
- Barrio Balboa
- Barrio Colón
- El Arado
- El Coco
- Feuillet
- Guadalupe
- Herrera
- Hurtado
- Iturralde
- La Chorrera
- La Represa
- Los Díaz
- Mendoza
- Obaldía
- Playa Leona
- Puerto Caimito
- Santa Rita

### San Carlos
- El Espino
- El Higo
- Guayabito
- La Ermita
- La Laguna
- Las Uvas
- Los Llanitos
- San Carlos
- San José

## Provincia di Veraguas

### Atalaya
- Atalaya
- El Barrito
- La Carrillo
- La Montañuela
- San Antonio

### Calobre
- Barnizal
- Calobre
- Chitra
- El Cocla
- El Potrero
- La Laguna
- La Raya de Calobre
- La Tetilla
- La Yeguada
- Las Guías
- Monjarás
- San José

### Cañazas
- Cañazas
- Cerro de Plata
- El Aromillo
- El Picador
- Las Cruces
- Los Valles
- San José
- San Marcelo

### La Mesa
- Bisvalles
- Boró
- El Higo
- La Mesa
- Los Milagros
- Llano Grande
- San Bartolo

### Las Palmas
- Cerro de Casa
- Corozal
- El María
- El Prado
- El Rincón
- Las Palmas
- Lolá
- Manuel Encarnación Amador Terreros
- Pixvae
- Puerto Vidal
- San Martín de Porres
- Viguí
- Zapotillo

### Mariato
- Arenas
- El Cacao
- Mariato
- Quebro
- Tebario

### Montijo
- Cébaco
- Costa Hermosa
- Gobernadora
- La Garceana
- Leones
- Montijo
- Pilón
- Unión del Norte

### Río de Jesús
- Catorce de Noviembre
- Las Huacas
- Los Castillos
- Río de Jesús
- Utira

### San Francisco
- Corral Falso
- Los Hatillos
- Remance
- San Francisco
- San Juan
- San José

### Santa Fé
- Calovébora
- El Alto
- El Cuay
- El Pantano
- Gatucito
- Río Luis
- Rubén Cantú
- Santa Fé

### Santiago
- Canto del Llano
- Carlos Santana Ávila
- Edwin Fábrega
- El Llanito
- La Colorada
- La Peña
- La Raya de Santa María
- Los Algarrobos
- Ponuga
- San Pedro del Espino
- Santiago
- Rincón Largo
- Urracá

### Soná
- Bahía Honda
- Calidonia
- Cativé
- El Marañón
- Guarumal
- Hicaco
- La Soledad
- Quebrada de Oro
- Río Grande
- Rodeo Viejo
- Soná